# Elecciones generales de India de 1971
La India celebró elecciones generales para el quinto Lok Sabha en marzo de 1971. Esta fue la quinta elección desde la independencia en 1947. Los 27 estados indios y territorios de la unión estaban representados por 518 distritos electorales, cada uno con un solo escaño. Bajo el liderazgo de Indira Gandhi, el Congreso Nacional Indio (R) lideró una campaña que se centró en la reducción de la pobreza y obtuvo una victoria aplastante, superando una división en el partido y recuperando muchos de los escaños perdidos en las elecciones anteriores.
Durante su mandato anterior, hubo divisiones internas en el Congreso Nacional de la India entre Indira Gandhi y el establecimiento del partido, especialmente Morarji Desai. En 1969, fue expulsada del partido, provocando una escisión. La mayoría de los diputados del Congreso y el apoyo de las bases se unieron a la facción del Congreso Nacional Indio (R) de Gandhi, que fue reconocida por la Comisión Electoral como la sucesora del partido anterior. 31 diputados que se oponían a Gandhi se convirtieron en el partido del Congreso Nacional de la India (Organización).
INC (O) formó una alianza previa a las elecciones con el Partido Socialista Samyukta (SSP), el Partido Socialista Praja (PSP), el partido Swatantra y Bharatiya Jana Sangh (BJS) para derrotar a INC (R), pero la coalición de oposición fue muy derrotada y perdió más de la mitad de sus asientos. A pesar de la división, la facción gobernante ganó votos y escaños para obtener una fuerte mayoría, mientras que la facción de la Organización perdió la mitad de sus escaños.
El 12 de junio de 1975, el Tribunal Superior de Allahabad anuló el resultado en el distrito electoral de Gandhi sobre la base de malas prácticas electorales. En lugar de dimitir, Indira Gandhi llamó al estado de emergencia, suspendiendo la democracia y proscribió la oposición política. Después de que se restableció la democracia en 1977, la facción opositora del Congreso formó una coalición de partidos llamada Partido Janata, que infligió la primera derrota electoral del Congreso.

## Resultados
| Lok Sabha 1971 Participación: 55,27%     | Lok Sabha 1971 Participación: 55,27% | %     | Gana (total 520) |
| ---------------------------------------- | ------------------------------------ | ----- | ---------------- |
| Bharatiya Jana Sangh                     | BJS                                  | 7.35  | 22               |
| Partido Comunista de la India            | CPI                                  | 4.37  | 23               |
| Partido Comunista de la India (Marxista) | CPI(M)                               | 5.12  | 25               |
| Indian National Congress (R)             | INC(R)                               | 43.68 | 352              |
| Congreso Nacional Indio (O)              | INC(O)                               | 10.43 | 16               |
| Praja Socialist Party                    | PSP                                  | 1.04  | 2                |
| Samyukta Socialist Party                 | SSP                                  | 2.43  | 3                |
| Swatantra Party                          | SP                                   | 3.07  | 8                |
| All Party Hill Leaders Conference        | APHLC                                | 0.06  | 1                |
| Bloque de Avance de la India             | AIFB                                 | 0.66  | 2                |
| Bangla Congress                          | BC                                   | 0.35  | 1                |
| Bharatiya Kranti Dal                     | BKD                                  | 2.18  | 1                |
| Dravida Munnetra Kazhagam                | DMK                                  | 3.84  | 23               |
| Liga Musulmana de la Unión India         | IUML                                 | 0.28  | 2                |
| Kerala Congress                          | KC                                   | 0.37  | 3                |
| Partido Revolucionario Socialista        | RSP                                  | 0.49  | 3                |
| Shiromani Akali Dal                      | SAD                                  | 0.87  | 1                |
| Frente Unido de Nagaland                 | UFN                                  | 0.06  | 1                |
| United Goans                             | UG(S)                                | 0.04  | 1                |
| Vishal Haryana                           | VH                                   | 0.24  | 1                |
| Jharkhand Party                          | JP                                   | 0.19  | 1                |
| Partido Republicano de India             | RPI                                  | 0.1   | 1                |
| Telangana Praja Samithi                  | TPS                                  | 1.28  | 10               |
| Utkal Congress                           | UC                                   | 0.72  | 1                |
| Independientes                           | -                                    | 8.38  | 14               |
| Angloindios                              | -                                    | -     | 2                |